# Uffo Horn

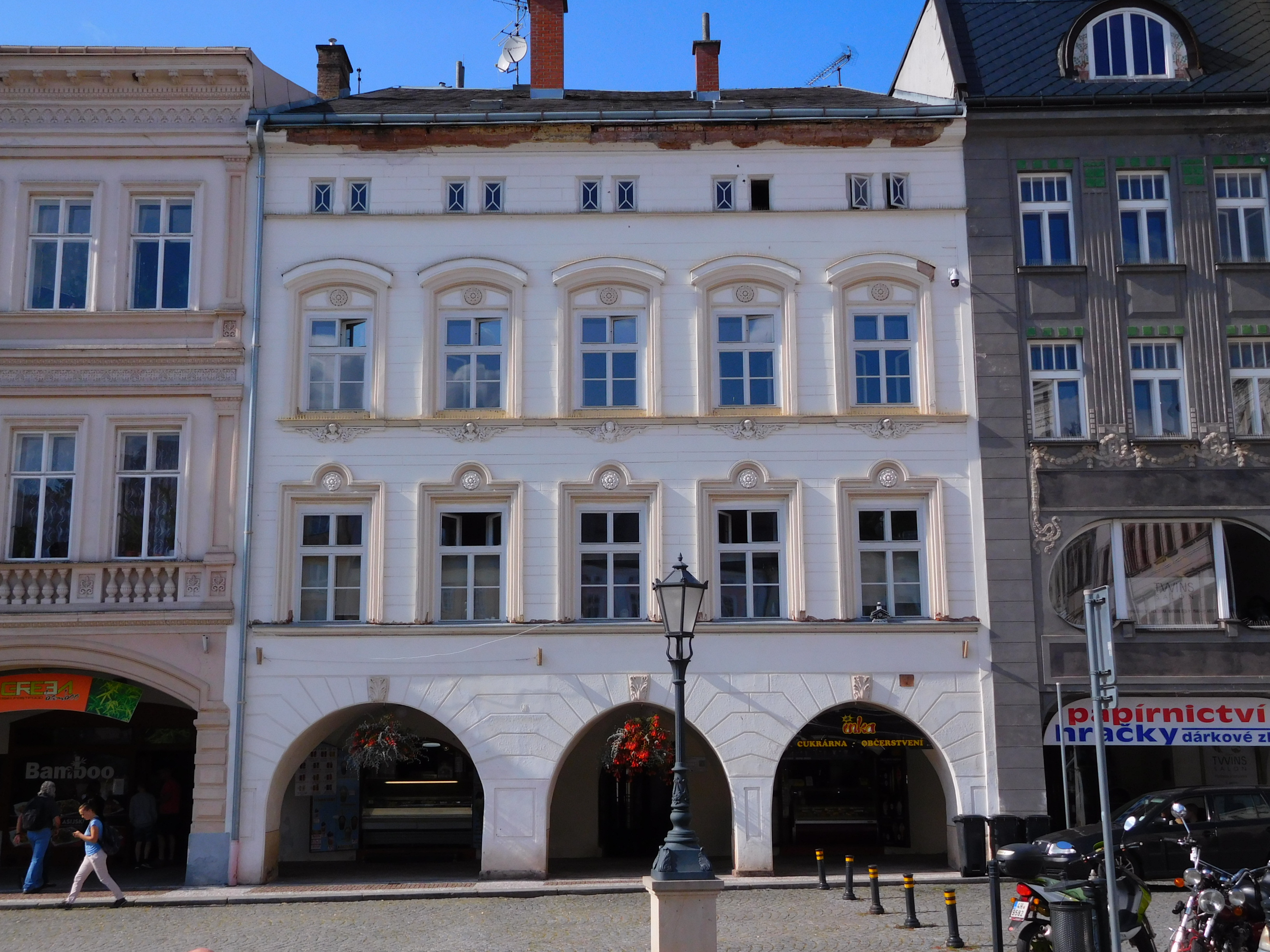
Rodný dům Uffo Horna v Trutnově

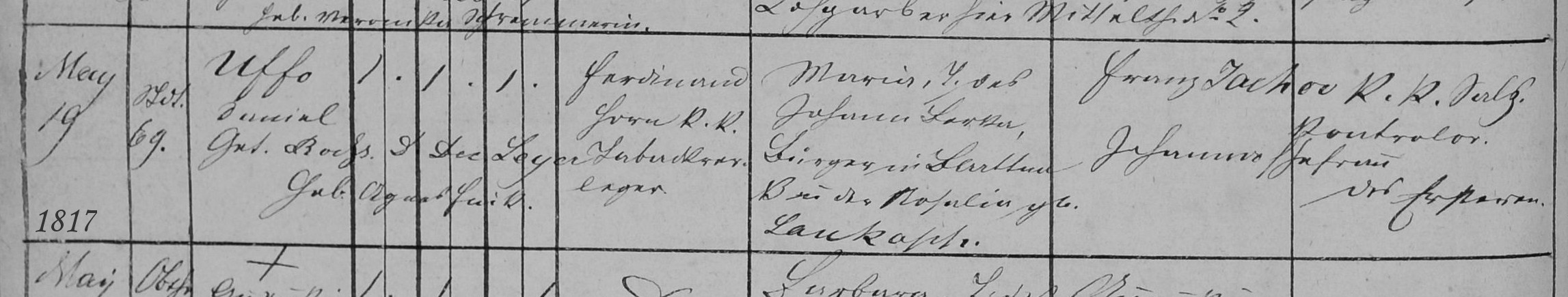
matriční zápis o narození a křtu Uffo Horna (matrika N 1808-1842 Trutnov (SOA Zámrsk))

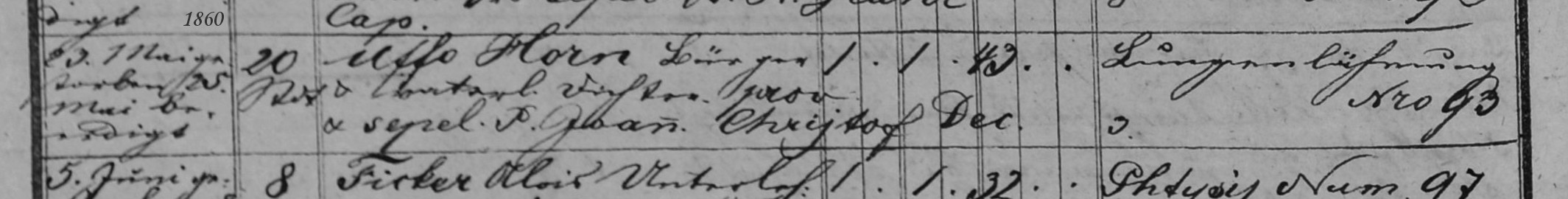
matriční zápis o úmrtí a pohřbu Uffo Horna (matrika N 1808-1842 Trutnov (SOA Zámrsk))

Uffo Horn, křtěný Uffo Daniel (18. května 1817, Trutnov – 23. května 1860, tamtéž) byl trutnovský básník, dramatik, liberál a revolucionář.

## Život
I když se narodil polskému otci a české matce, mluvil německy, stejně jako celé tehdejší pohraničí a prakticky to byl Němec. Avšak celý život se prohlašoval výhradně Čechem a ctil české dějiny. To se projevilo i v jeho literárních dílech a zastupování českého národa při různých příležitostech. V revolučním roce 1848 se Horn dokonce stal velitelem národní gardy a vedl ji na pomoc Praze. Avšak po několika dnech byla garda nucena vrátit se zpět i přes marné snahy o opětovný postup na Prahu. V Trutnově prožil zbytek života v neustálých konfliktech s úřady, cenzurou a byl trvale pod policejním dozorem. Uffo Horn zemřel v 43 letech.

## Dílo
Své dílo vydával Uffo Horn německy, posmrtně vycházelo též německy. Česky vyšlo:
- Pašerák (připravil a úv. studii O životě Uffo Horna napsal Jaromír Loužil, přeložil František Teršl; Hradec Králové, Krajský dům osvěty, 1959)
- Selský osel (přeložil a doslov Erik Bouza; Hradec Králové, Kruh, 1975)

## Posmrtné pocty
Město mu v roce 1889 nechalo v hlavní části Městských sadů vystavět památník, který byl kvůli několika změnám režimů přesouván z místa na místo. Po vzniku Československa se ocitl na náměstí, ale jen kvůli tomu, aby byl využit podstavec po odstraněné soše císaře Josefa II. Později byl i s podstavcem přesunut zase do parku, jenže úplně na okraj, bokem od cesty. Zpátky na původní místo byl Hornův památník navrácen až po roce 2000.
V 90. letech 20. století byla po Uffu Hornovi pojmenována ulice na Červeném Kopci v Trutnově a v roce 2010 nové trutnovské společenské centrum Uffo s divadelní kavárnou HORN.
Uffohorn se jmenuje královédvorská kapela.

## Galerie

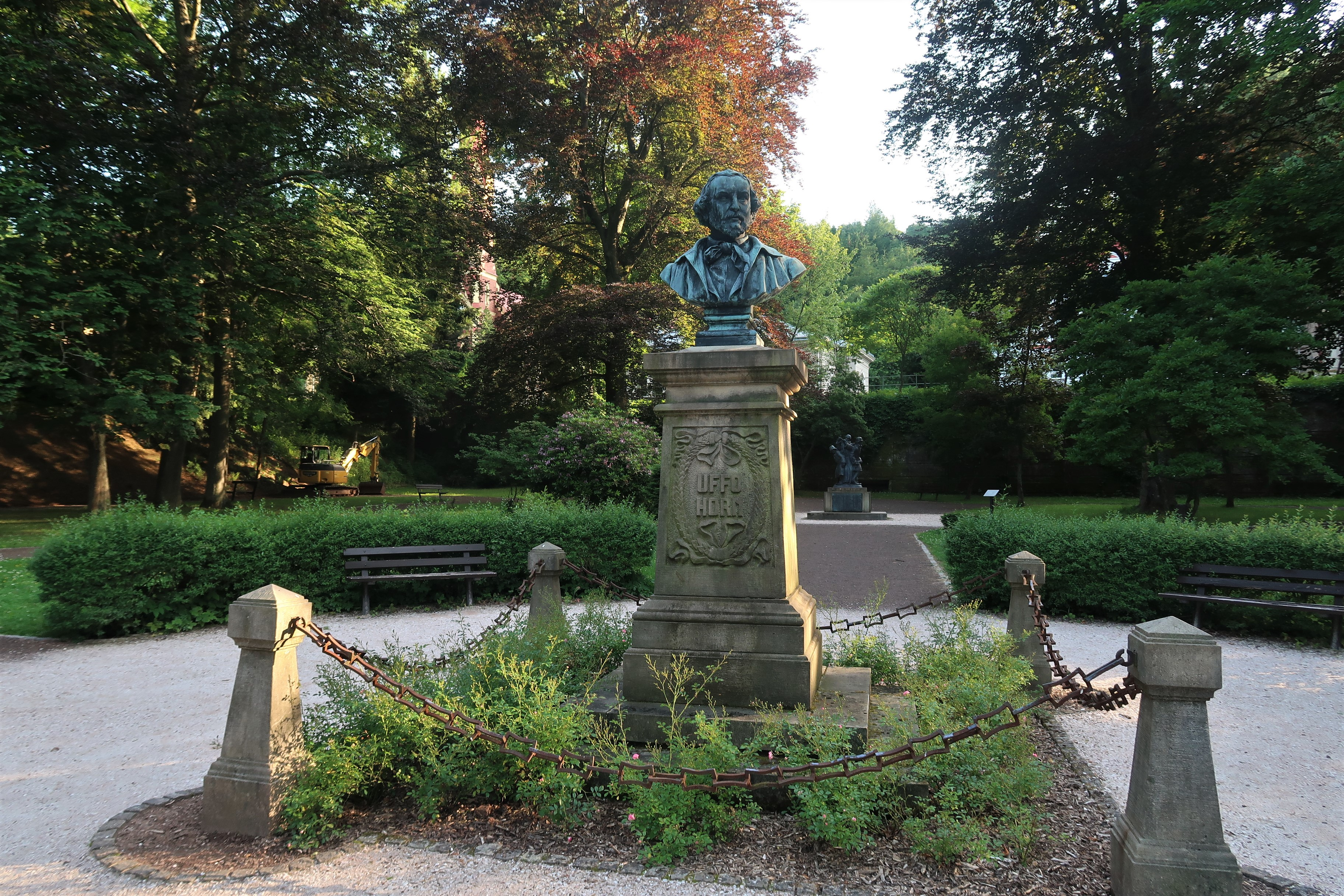
Pomník Uffo Horna v městských sadech v Trutnově
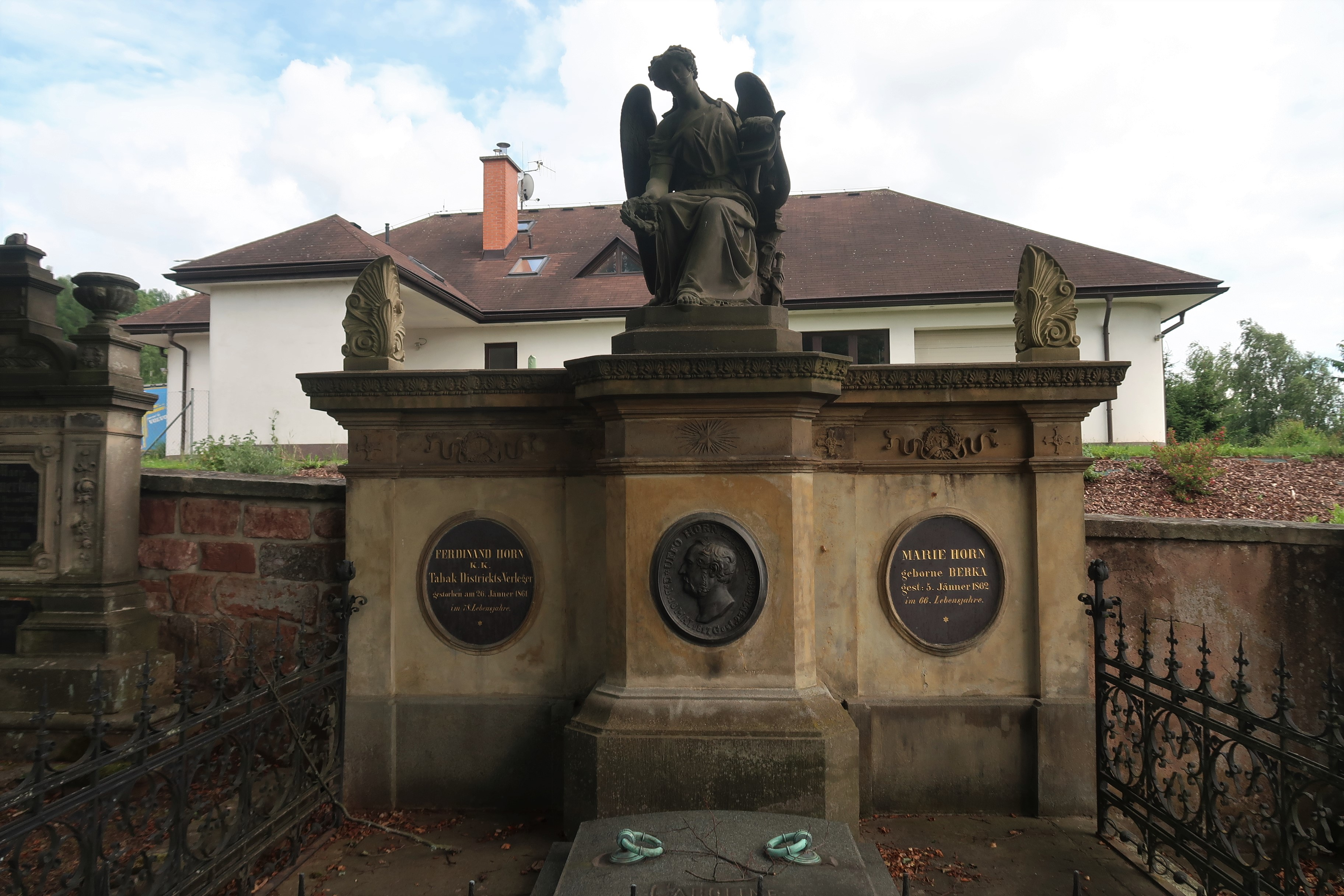
Městský hřbitov v Trutnově, hrobka rodiny Hornů, uprostřed reliér Uffo Horna
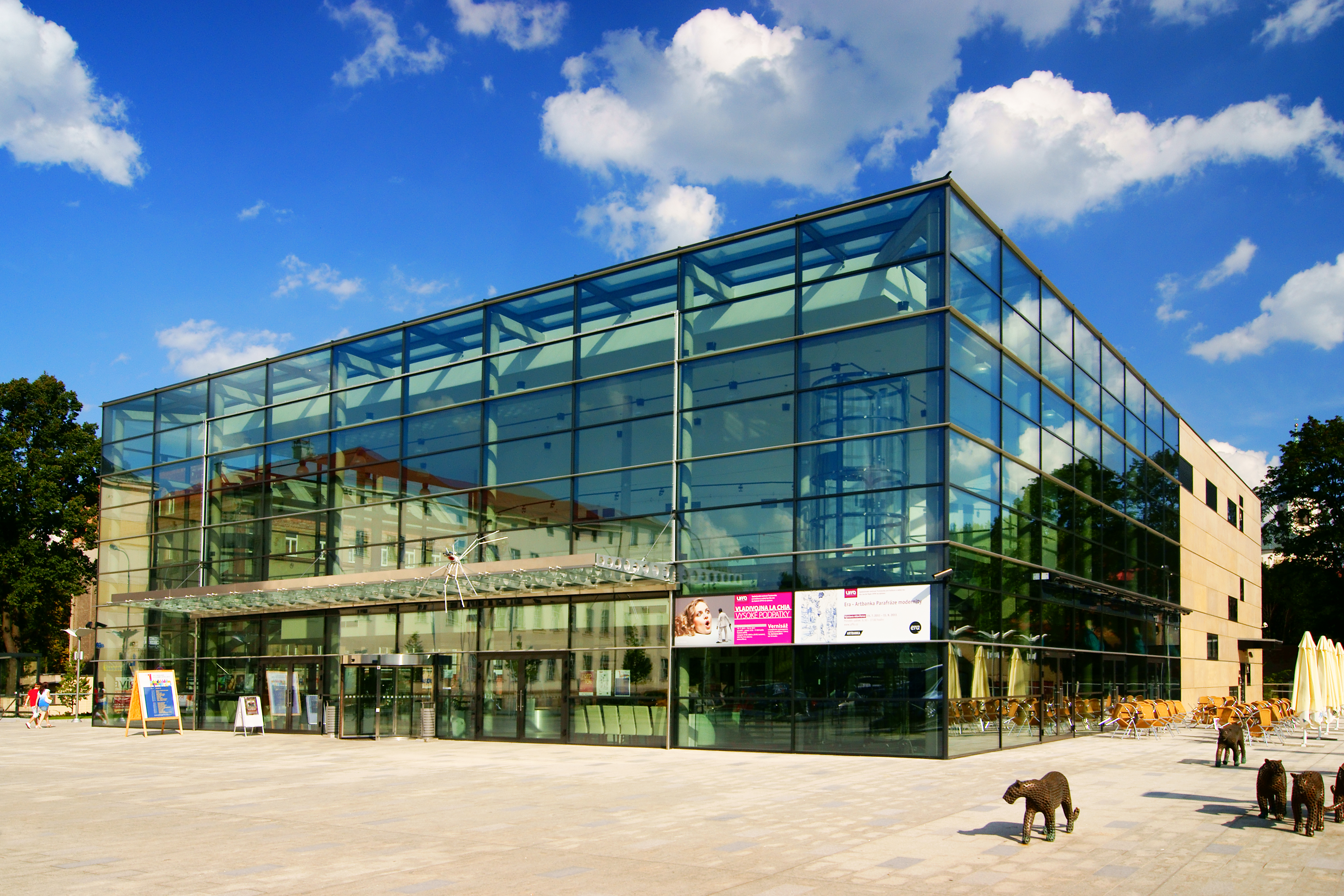
Trutnov, Společenské centrum UFFO